# Simione Tamanisau
Simione Tamanisau (* 5. Juni 1982 in Naisaumua) ist ein fidschianischer Fußballtorwart.
Tamanisau wurde im Oktober 2007 in den Medien bekannt, da die neuseeländische Regierung ihm ein Einreisevisum für das WM-Qualifikationsspiel von Neuseeland gegen Fidschi verweigerte, worauf die FIFA das Spiel absagte. Das Visum wurde dem Polizisten verweigert, da Tamanisaus Schwiegervater dem fidschianischen Militärregime angehört. Neuseeland verweigert Familienangehörigen des Regimes die Einreise. Es war ursprünglich geplant, das Länderspiel am 19. November 2008 auf neutralem Platz in Apia (Samoa) nachzutragen, gespielt wurde allerdings dann in Lautoka (Fidschi).
Tamanisau war der Stammtorhüter der fidschianischen Olympiaauswahl bei den Olympischen Spielen 2016 von Rio de Janeiro. Insgesamt musste er in drei Spielen 23 Gegentore hinnehmen und stand beim 0:10 gegen Deutschland bei einer der höchsten Niederlagen im olympischen Fußball im Tor. Dennoch konnte sich Tamanisau hier auszeichnen, als er einen von ihm selbst verursachten Elfmeter von Max Meyer hielt.

## Einzelbelege
1. ↑  Petersen erzielt 5 Treffer bei Schützenfest gegen Fidschi. In: Badische Zeitung. 10. August 2016, abgerufen am 3. Januar 2024.

| Personendaten    | Personendaten                  |
| ---------------- | ------------------------------ |
| NAME             | Tamanisau, Simione             |
| KURZBESCHREIBUNG | fidschianischer Fußballspieler |
| GEBURTSDATUM     | 5. Juni 1982                   |